# Aucilla
Pour l’article homonyme, voir Aucilla (Floride).
Le fleuve Aucilla (en anglais Aucilla River) est un fleuve d'environ 143 km de long, qui prend sa source en Géorgie et coule en Floride, au sud-est des États-Unis, et qui se jette dans le golfe du Mexique à la hauteur de la baie Apalachee dans la région de Big Bend Coast. Son bassin versant s'étend sur quelque 1 930 km2.

## Géographie
Le fleuve Aucilla sépare les comtés de Jefferson et Madison au Nord et de Taylor au Sud.
La partie basse du fleuve Aucilla est en partie souterraine, il ne revient en surface que sur de petites portions avant de disparaître à nouveau dans le sol. Le site préhistorique de Page-Ladson est localisé sur une de ces portions visibles en surface. Cette portion est dénommée Half-Mile Run (« Portion d'un demi Mille») bien qu'elle en fasse bien le double. D'autres portions semblables de la rivière accueillent également des objets paléontologiques et archéologiques.